# Liévin van Lathem
Liévin van Lathem est un peintre enlumineur actif dans la deuxième moitié du XVe siècle en Flandre. Il est peintre du duc Philippe III de Bourgogne pour qui il réalise plusieurs manuscrits, ainsi que dans les villes de Gand puis d'Anvers où il est mort en 1493.

## Biographie
Liévin van Lathem vient d'une famille originaire de Laethem-Sainte-Marie, au sud de Gand, son frère Simon étant né dans cette paroisse. Il est le fils d'un certain Léon ou Louis van Lathem signalé comme maître artiste par certains documents d'archives. Il signale dans un autre document avoir 54 ans en 1492, il est donc sans doute né aux environs de 1438. Il est inscrit très jeune à la guilde des peintres de Gand le 30 octobre 1454.
Il entre au service de Philippe le Bon vers 1456. Par la suite, il travaille sans doute pour son fils Charles le Téméraire, même s'il n'apparait pas dans les comptes du duc, notamment pour la réalisation d'un livre de prière actuellement conservé au Getty Center et dont la première phase est payée en 1469. Il peint à la même époque des livres pour Louis de Gruuthuse puis une Chronique de Froissart pour le bâtard de Bourgogne. 
En conflit avec les membres de la guilde de Gand pour avoir refusé de payer les traites pour l'acquisition de la franchise du métier, il quitte la guilde en 1459 et rejoint celle d'Anvers en 1462. Il a peut-être effectué un séjour à Utrecht dans l'intervalle. Il s'installe dans la ville d'Anvers où il reste jusqu'à la fin de sa vie en 1493. Il se marie avec Antoinette Meyster, fille de Jacques Meyster, un enlumineur et libraire originaire d'Amsterdam installé depuis longtemps en Flandres et admis comme maître de la guilde de la ville en 1457. 
En 1468, il participe à la décoration des lieux des festivités d'une réunion de l'ordre de la Toison d'or puis du mariage de Charles le Téméraire et de Marguerite d'York à Bruges. À cette occasion, il fait partie des artistes les mieux payés avec Jacques Daret et Vrancke van der Stockt notamment. À la tête d'un atelier bien installé, il semble mener une vie prospère, de nombreuses transactions financières mentionnées dans les archives l'attestant. Il devient juré de la guilde en 1479. À la fin de sa vie, il entre au service de Maximilien de Habsbourg en 1487 en tant que valet de chambre et peintre du roi, charges qu'il conserve jusqu'en 1490 au moins. Il est alors plutôt peintre de tableau qu'enlumineur, ce qui explique qu'aucun manuscrit de cette dernière période ne soit conservé.
Il forme son fils, Jacob van Lathem, qui perpétue son atelier mais dont aucune miniature n'a été identifiée. Un autre de ses fils appelé aussi Liévin est orfèvre et graveur. Ils ont tous les deux le titre de valet de chambre de Philippe le Beau et le suivent dans son voyage en Espagne en 1501.

## Style

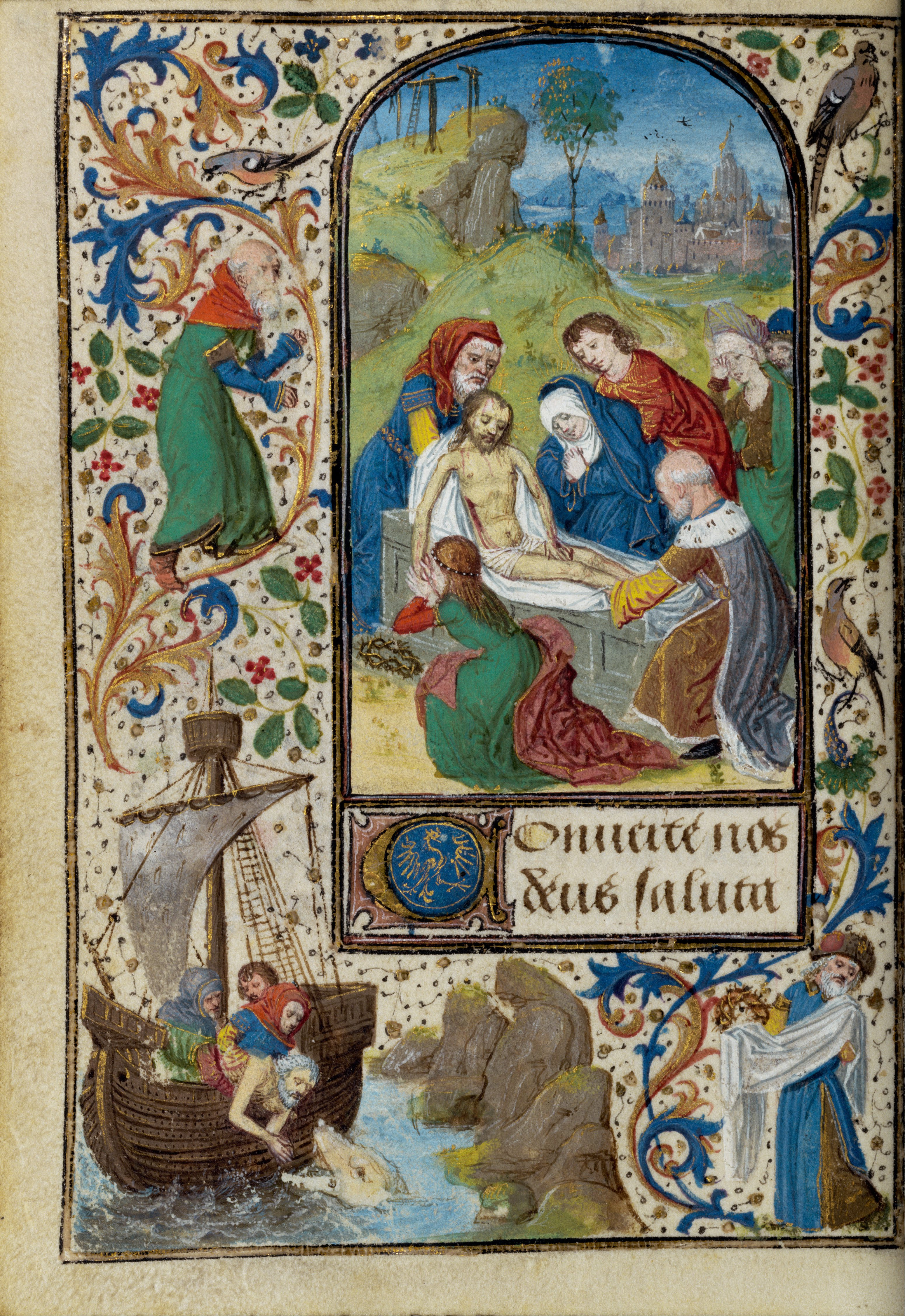
La mise au tombeau, miniature extraite du livre de prière de Charles le Téméraire, Getty, Ms.37, f.119v.

Liévin van Lathem s'est fait une spécialité des manuscrits d'histoire ou de romans, réussissant à rendre l'aspect dramatique et l'émotion des récits qu'il illustre. Il conçoit des paysages décorant ses miniatures sous la forme de plans successifs jusqu'à un horizon lointain. Il décore enfin les marges de page de créatures hybrides ou de grotesques.
Il collabore régulièrement à Anvers avec le Maître viennois de Marie de Bourgogne avec qui il peint le livre d'heures du même nom. Il influence de la même manière le style d'autres peintres tels que le Maître de Marguerite d'York ou le Maître du Fitzwilliam 268. Il préfigure aussi d'autres artistes anversois tels que Joachim Patinier (vers 1480-1524) qui reprend ses principes de paysages et Quentin Metsys (vers 1465-1530).

## Œuvres attribuées

### Manuscrits

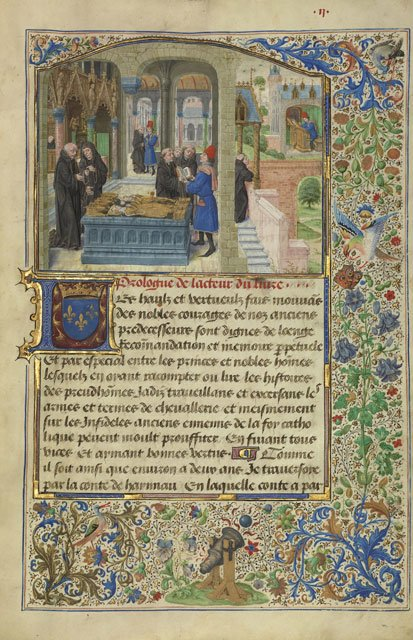
Gillion de Trazegnie, Getty, ms.111.

- Les Miracles de Notre-Dame de Jean Miélot, manuscrit contenant 66 grisailles réalisé pour le duc de Bourgogne vers 1459, Bibliothèque nationale de France, Fr.9199
- livre de prières, réalisé pour le duc Philippe en collaboration avec Dreux Jehan et Simon Marmion, BNF, NAF.16428
- Livre des conquestes et faits d'Alexandre de Jean Wauquelin, enluminure partielle du ms., Petit Palais, Musée des Beaux-Arts de la Ville de Paris, Ms. Dutuit 456[7]
- Livre d'heures en collaboration avec le Maître de Catherine de Clèves, vers 1460 à Utrecht (?), Musée Meermanno, Ms 10F50
- Livre de prières pour Charles le Téméraire (?), vers 1469, Getty Center Ms.37
- Histoire de Jason de Raoul Lefèvre, vers 1470 pour Louis de Gruuthuse, BNF Fr.331
- Secrets d'Aristote de Raoul Lefèvre, vers 1470 pour Louis de Gruuthuse, BNF Fr.562
- Roman de Gillion de Trazegnies, vers 1470 pour Louis de Gruuthuse, autrefois à Chatsworth House, DC Ms.7535, acquis en décembre 2012 par le Getty Center pour 6,19 millions de dollars[8]. Cependant, le gouvernement anglais a empêché sa sortie du territoire en attendant une éventuelle acquisition britannique[9].
- Chroniques de Froissart en 4 tomes, une centaine de miniatures peintes pour Antoine bâtard de Bourgogne, en collaboration avec le Maître de la Toison d'or de Vienne et de Copenhague, Bibliothèque d'État de Berlin, Dépôt Breslau I
- Livre d'heures de Marie de Bourgogne, Bibliothèque nationale autrichienne, Ms.1857
- Heures Trivulziano, Bibliothèque royale (Pays-Bas), La Haye, SMCI
- Heures Voustre Demeure, BE Berlin Ms.78 et Bibliothèque nationale d'Espagne Ms.25-5
- Romuléon traduit par Jean Miélot et destiné à Antoine de Bourgogne, 81 miniatures en collaboration avec le Maître aux grisailles fleurdelisées, vers 1468, Bibliothèque royale de Belgique, Ms.9055
- Heures de la Vierge avec calendrier latin, Bibliothèque municipale de Rouen, Martainville 192[10].

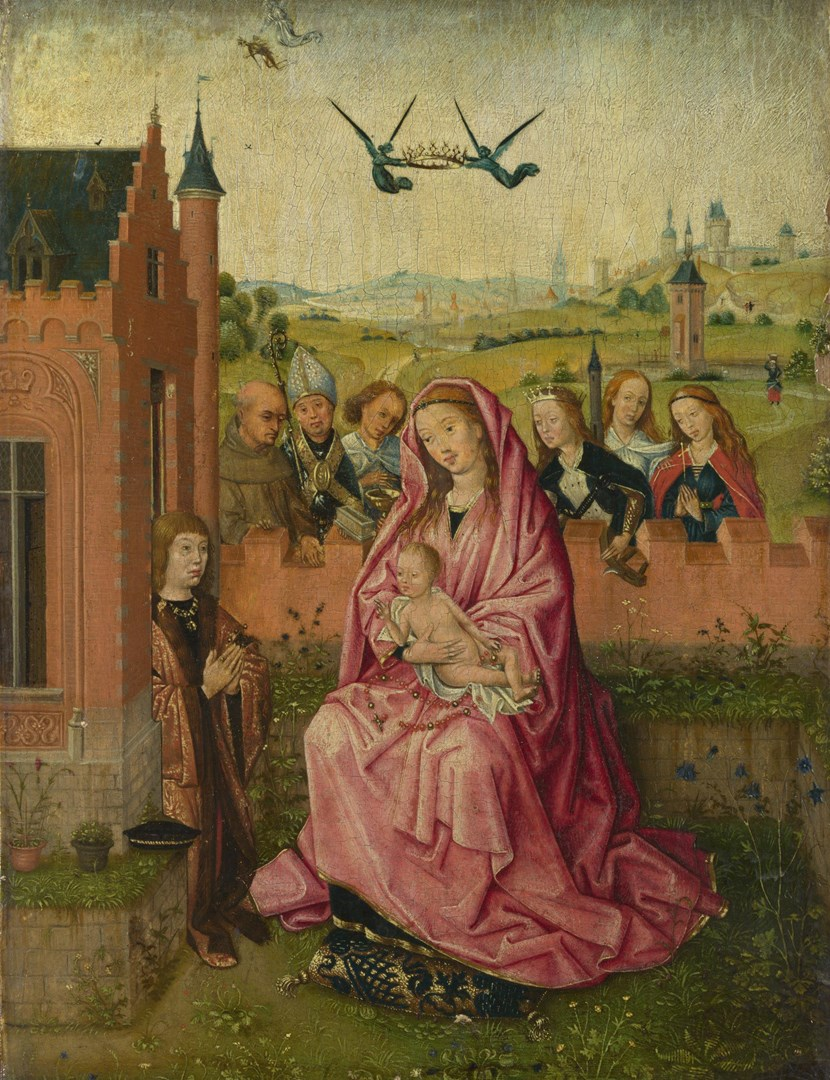
Vierge à l'Enfant avec un donateur, National Gallery.

### Œuvre attribuée à son atelier
- Vierge à l'Enfant avec un donateur, attribuée à un suiveur de Liévin van Lathem, vers 1500, National Gallery, Londres[11]